# Les Damnés (pièce de théâtre)
Pour les articles homonymes, voir Les Damnés.
Les Damnés est une pièce de théâtre basée sur le scénario du film homonyme de Luchino Visconti sorti en 1969. Elle a été créée dans une mise en scène d'Ivo van Hove avec la troupe de la  Comédie-Française et captée en ouverture du festival d'Avignon 2017.

## Argument
L'avènement du nazisme en Allemagne dans les années 1930 et son impact sur la riche famille d'industriels von Essenbeck.

## Distribution
En 2017, la distribution était la suivante :
- Denis Podalydès : le baron Konstantin von Essenbeck
- Éric Génovèse : Wolf von Aschenbach
- Sylvia Bergé : la gouvernante et la mère de Lisa
- Elsa Lepoivre : la baronne Sophie von Essenbeck
- Guillaume Gallienne : Friedrich Bruckmann
- Alexandre Pavloff / Pierre Louis-Calixte : le commissaire et le recteur (en alternance)
- Adeline d'Hermy : Elisabeth Thallman
- Loïc Corbery / Sébastien Pouderoux : Herbert Thallman (en alternance)
- Jennifer Decker : Olga
- Clément Hervieu-Léger : Günther von Essenbeck
- Christophe Montenez : Martin von Essenbeck
- Didier Sandre : le baron Joachim von Essenbeck

## Accueil
Émilie Grangeray pour Le Monde a qualifié la pièce de « spectacle magistral, presque insoutenable ». Guillaume Tion pour Libération estime que « Malgré l'énergie des comédiens du Français, [la pièce] pèche par son flou théorique et son excès high-tech ».

## Distinctions
- Molières 2017 :
  - Molière du théâtre public
  - Molière de la comédienne dans un spectacle de théâtre public pour Elsa Lepoivre
  - Molière de la création visuelle
  - Nommé au Molière du comédien dans un spectacle de théâtre public pour Denis Podalydès
  - Nommé au Molière du comédien dans un second rôle pour Didier Sandre
  - Nommé au Molière de la révélation masculine pour Christophe Montenez
  - Nommé au Molière du metteur en scène d’un spectacle de théâtre public pour Ivo van Hove